# دانیل گولمن
دانیل گولمن (به انگلیسی: Daniel Goleman) نویسنده آمریکایی است. وی زادهٔ سال ۱۹۴۶ میلادی و از دانش‌آموختگان دانشگاه هاروارد است. دانیل گولمن با نوشتن کتاب هوش عاطفی معروف شد.
دانیل گولمن، مسئولیت نگارش بخش مربوط به رفتار و علوم مغزی را در نیویورک تایمز بر عهده دارد و مقاله‌های او در سراسر جهان منتشر می‌شود. او مدتی در دانشگاه هاروارد به تدریس اشتغال داشت و پیشتر، سردبیر مجله روان‌شناسی امروز (مجله) بود.

## دیدگاه‌ها
آیا هوش، موهبتی تغییرناپذیر است؟ تا آنجا که می‌دانیم، خیر. آنچه که کتاب پر جاذبه و روشنگر دانیل گلمن مطرح می‌کند، آن است که دیدگاه ما در مورد هوش انسان، بسیار تنگ‌نظرانه است و بسیاری از توانایی‌های مهمی را که در نحوه عملکرد ما، در زندگی نقش تعیین‌کننده دارند، در بر نمی‌گیرد.
دانیل گلمن با مطرح ساختن پژوهش‌های خارق‌العاده‌ای که در زمینه مغز و رفتار انجام شده‌است، نشان می‌دهد عوامل دیگری دست اندر کارند که موجب می‌شوند گلمن آن را هوش هیجانی می‌خواند. هوش هیجانی، موارد زیر را شامل می‌شود: خود آگاهی و مهارت تکانشگری، پایداری، اشتیاق و انگیزش، همدلی، و مهارت‌های اجتماعی.